# 위그노
위그노(프랑스어: Huguenot)는 프랑스의 개신교 신자들을 가리키는 말로 역사적으로 프랑스 칼뱅주의자들로 알려졌다.  칼뱅주의와 그것에 관련된 신앙 단체들(위그노, 청교도, 장로교와 다른 개혁 교회들)은 기독교 이론의 지속적인 장 칼뱅의 유일한 해석을 대표한다.  신앙의 최고권을 옹호하는 과로들에 추가로 칼뱅주의는 2개의 교의들 - 인간의 노력의 관점을 암시하는 "종교로서 일생"의 독트린과 구원이 하나님에 의하여 전체적으로 미리 예정되었다고 주장하는 숙명론의 독트린에 의하여 가장 두드러졌다.

## 어원

위그노의 십자가

프랑스의 칼빈주의 개신교 평신도를 경멸적으로 일컫는 말인 "위그노"의 기원은 불확실하다. "동맹"을 의미하는 독일어 "아이드게노세"(독일어: Eidgenosse)에서 유래한 것으로 스위스 계열 프랑스어로 본다. 아마 브장송 위그스(프랑스어: Besançon Hugues)의 이름과 결부된것 같다. 주네브에서 위그스는 주네브의 도시 국가들과 스위스 연방 사이에 동맹에 호의를 가졌기 때문에 불러진 "동맹당"의 지도자였다.  라벨 위그노는 1560년의 앙부아즈가의 이야기에 관련된 그 공모자들에게 프랑스에서 처음으로 신청되었는 데 스위스인들과 육성 관계들의 편의 영향을 가지려 하던 운동인 영향력이 있는 기즈 가로부터 프랑스에서 권력을 옮기는 데 좌절된 시도였다.  그러므로 위그스와 다이드게노세가 합쳐 "위그노"가 된 것이다.  하지만 O. I. A. 로셰는 "위그노" 용어는 오히려 플라망어와 독일어 단어의 결합이며, 이렇게 말하였다. - 
```
"프랑스의 플라망어 지방에서 각각 다른이들의 집에서 비밀적으로 공부하려고 모인 성서 학생들이 "하위스 헤노턴"(
네덜란드어
:
 
Huis Genooten
)이라고 불렀거나 
스위스
와 
독일
 국경 지역들에 모인 것들이 선서에 의하여 서로 경계를 짓는 "선서의 동료들" 혹은 "집안의 동료들"을 의미하는 "아이드 게노센"(
독일어
:
 
Eid Genossen
)이라고 불리었다.  프랑스어화된 "위그노"는 가끔 경시하여 쓰여 단어는 공포와 승리의 2에 반세기 동안 명예와 용기를 부여하는 상징이 되었다."
```

다른 학자들은 이중 언어학의 기원들을 신용하지 않으며 프랑스에서 공동으로 쓰이는 데 퍼지면서 들어가는 말이며 프랑스어에서 기원되었을 것이라고 주장한다.  위그스의 가설은 그 이름이 종교 개혁 시기 이전에 오랫동안 다스린 프랑스의 국왕 위그 카페와 연결에 의하여 밝혀질 수 있다고 주장하나 갈리아주의자와 개신교도들에 의하여 사람들의 존엄과 일생들을 존중한 귀족으로서 여겨졌다. 재닛 그레이와 이론의 다른 후원자들은 "huguenote"라는 이름이 "휴고를 원한 자들"로 거칠게 동등할 것이라고 암시한다.
경멸적인 어원은 기원이 "les guenon de Hus"(얀 후스의 원숭이 혹은 유인원)의 뜻을 가진 숙어를 암시하는 편이다.

## 초기 역사와 믿음들

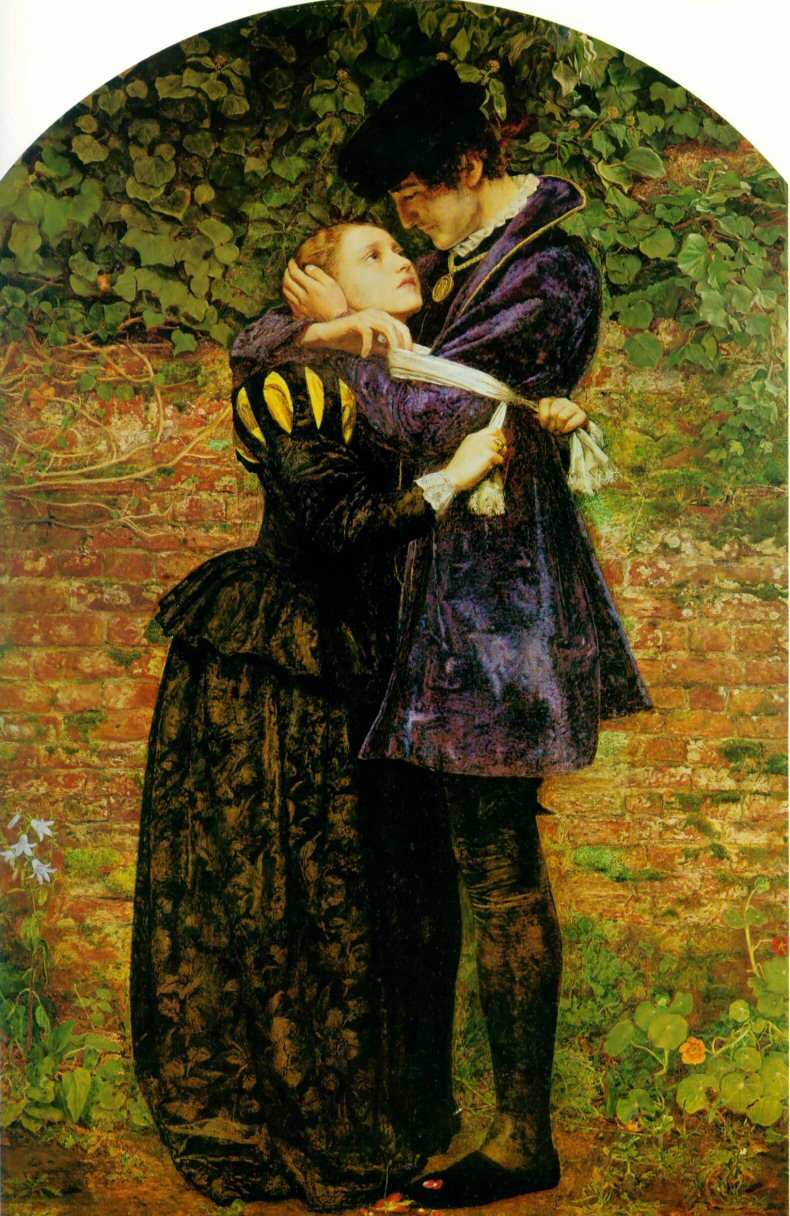
성 바르톨로메오 축일의 학살 전날에 위그노 연인들

지방적 언어에서 성서의 가능성은 프랑스에서 개신교 운동의 퍼짐과 개혁 교회의 개발에 중요하였고, 국가는 개신교 개혁이 결국 도착할 시기에 교황권과 분투의 장기적 역사를 가졌다.  1294년 경에 성서의 프랑스어 판은 로마 가톨릭 성직자 기야르 드 물랭에 의하여 준비되었다.  처음으로 알려진 성서의 프로방스어 번역은 12세기의 종교적 과격론자 피에르 드 보(피터 발도)에 의하여 준비되어 왔다.  그 파가 로마 가톨릭 교회에 의하여 억압된 지 오랜 후에 남아있던 발도파들은 윌리엄 패럴과 개신교 개혁 운동에 가입하는 데 추구하였고, 올리베 산파는 그들을 위하여 프랑스어 성서를 출간하려고 했으나 비밀로부터 나타난 이들은 1545년 프랑수아 1세에 의하여 박멸 당하였다.  이 번역의 2절판은 1488년 파리에서 나왔다.
개혁 교회들의 전임 교회들은 개혁 찬성가와 자크 르페브르 같은 갈리아주의 가톨릭 교회들을 포함한다.  갈리아주의자들은 잠시 프랑스의 종교가 외국의 권력인 로마 주교의하여 통치될 수 없는 원칙에 프랑스 교회를 위한 독립을 이루었다.  종교 개혁 시기에 파리 대학교의 교수 르페브르는 1523년 신약성서의 프랑스어 번역의 출간과 함께 프랑스에서 루터파의 아이디어들의 재빠른 보급을 위한 방향을 준비하였으며, 1528년 프랑스에서 성경 전체에 의하여 따라졌다.  윌리엄 패럴은 스위스 개혁의 지도자가 되러 간 르베브르의 학생이었으며, 주네브에서 개신교 정부를 설립하였다.  파리 대학교의 다른 학생 장 칼뱅도 또한 개신교로 개종하였다.  1599년의 프랑스의 신앙 자백은 결정적으로 칼뱅파의 영향을 보인다.  1550년과 1580년 사이에 어떤 때 프랑스에서 개혁 교회의 교인들은 "위그노"로 공동적으로 알려지게 되었다.

## 개혁과 증대
위그노들은 종교 개혁의 착수로부터 시대적 박해를 향하였으나 프랑수아 1세는 시초적으로 그들의 시험을 위하여 디자인된 국회의 법령들로부터 그들을 보호하였다.  1534년 게시의 사건은 위그노를 향한 국왕의 자세를 바꾸었으며, 그는 운동의 금지된 착수로부터 걸어가 버렸다.
위그노의 수들은 1555년과 1562년 사이에 재빠르게 증대하였으며, 주로 귀족들과 도시 거주자들 중에 자라났다.  이 시기 동안 그들의 반대자들은 처음에 개신교도 위그노로 불렀으나 그들은 자신들을 "개혁자"로 불렀다.  그들은 파리에서 1558년 차신들의 첫 국가적 종교 회의를 결성하였다.
1562년으로 봐서 위그노의 측정된 수는 1백만 명을 통과하여 주로 국가의 남부와 중부 지역들에 집중되었다.  프랑스에서 위그노들은 있음직하게 대략 2백만 명으로 절정에 이르러 같은 시기 동안 대략 1천 6백만 명의 가톨릭 교도들에 비교되었다.
종교의 자유의 양요와 칙령들이 더욱 자유적으로 되었던 동시에 위그노 영향의 증대와 개신교 열성의 전술한 단계에 반응에서 그들을 향한 가톨릭 교도들의 폭력이 자라났다.
1561년 예를 들어 오를레앙 칙령은 박해로 종말을 선언하였고, 생제르맹 칙령은 1562년 1월 17일 처음으로 그들을 인정하였으나 이 대책들은 개신교와 가톨릭 사이의 관계들의 자라나는 변형을 변장시켰다.

## 내전
8개의 내전들로 이끈 긴박 상태들은 1562년과 1598년 사이에 관계 평온의 시기들에 의하여 방해되었다.  평화에 각각의 휴식과 함께 가톨릭 왕위에 위그노의 신임은 감소되었고, 폭력은 더욱 엄격해졌으며 개신교의 요구들은 1598년 오래가는 관대한 휴전이 결국적으로 일어날 때까지 더욱 위대해졌다.
내전들은 차차 왕가의 인물에 대결하였고, 종교적 전망들의 경쟁을 보유하는 데 추가로 프랑스 왕위로 평온을 걸은 부르봉과 기즈 양 왕가 사이에 연장된 불화로 들어가 발전하였다.  발루아 왕가에 의하여 영유된 왕위는 정통적으로 가톨릭의 편을 성원하였으나 때때로 정치적으로 편리할 때 개신교 주의로 바꾸었다.

## 프랑스의 종교 전쟁
프랑스의 종교 전쟁이 위그노들의 23명이 살해되고 대략 200명이 상처를 입은 1562년 3월 1일 바시에서 일어난 학살과 함께 시작되었다.
위그노들은 자신들을 곧 후에 정의적인 정치적 운동으로 변형시켰다.  개신교 설교자들은 숙고적인 군인과 가스파르 2세 드 콜리니 대장의 지도 아래 온 무시무시한 기마대들을 다시 불러모았다.  나바라의 앙리와 부르봉 왕가는 자신들을 위그노들에게 동맹시켜 60개의 강화된 도시들로 절정이 자라난 개신교의 위력으로 재산과 소유권들을 추가하였고, 다음 3개의 10년간 세월에 가톨릭 왕위와 파리로 심각한 위협들을 취하였다.

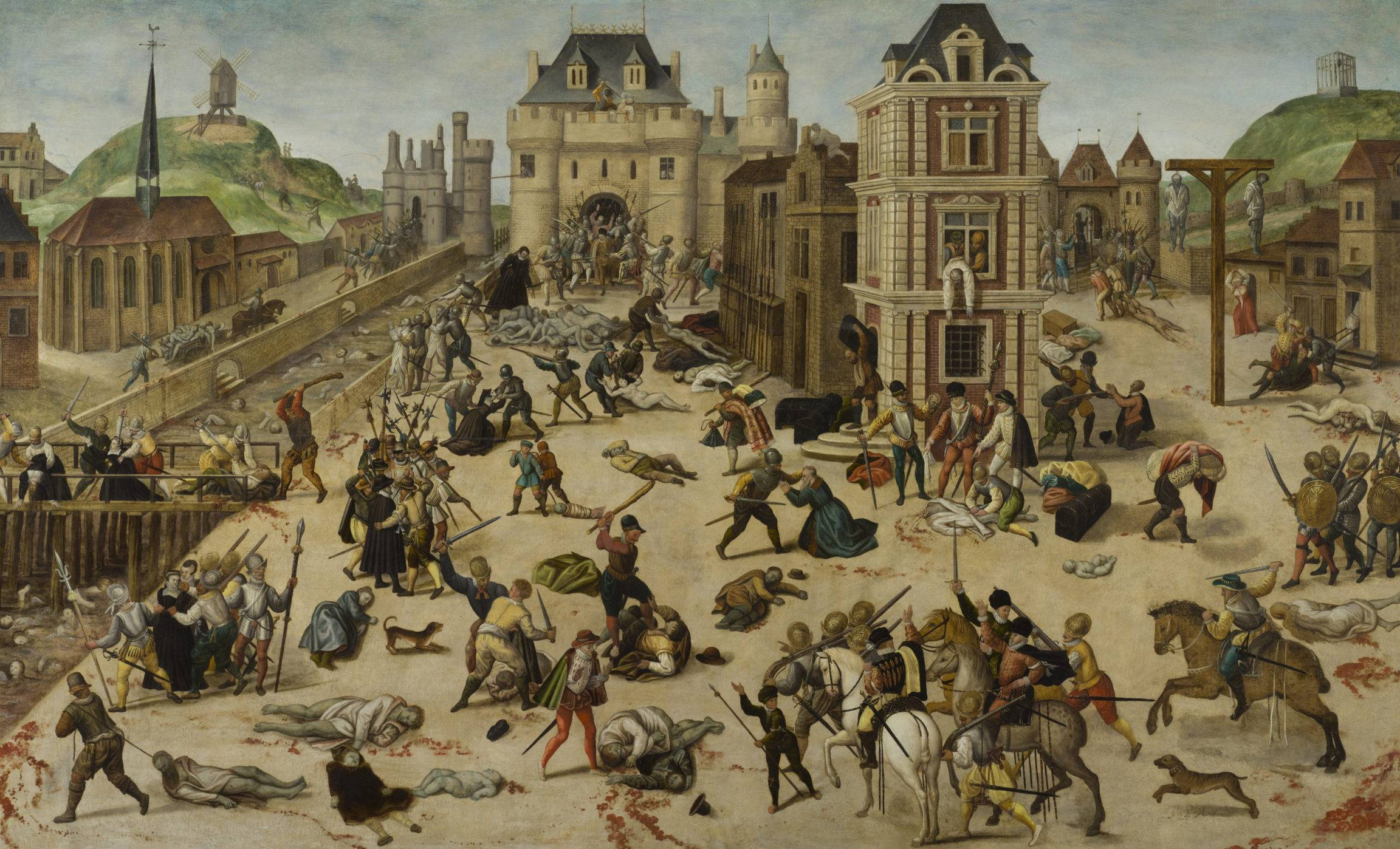
성 바르톨로메오 축일의 학살이 일어난 날 위그노들이 가톨릭 교도들에게 학살을 당하는 것을 목격한 수체화 (프랑수아 뒤부아 그림)

## 성 바르톨로메오 축일의 학살
1572년 8월 24일부터 9월 17일까지의 성 바르톨로메오 축일의 학살로 알려진 사건에서 카톨릭 교도들이 파리에서 수천명의 위그노들을 살해하였다.  이어진 몇주에 다른 타운들에서 비슷한 학살이 일어나 사상자의 추정들이 다시 난폭하게 줄을 지어 수천명에서 1백 1십만명 만큼 높이 자라났다.  1573년에 승인된 사면은 범인들을 면제하였다.

## 낭트 칙령

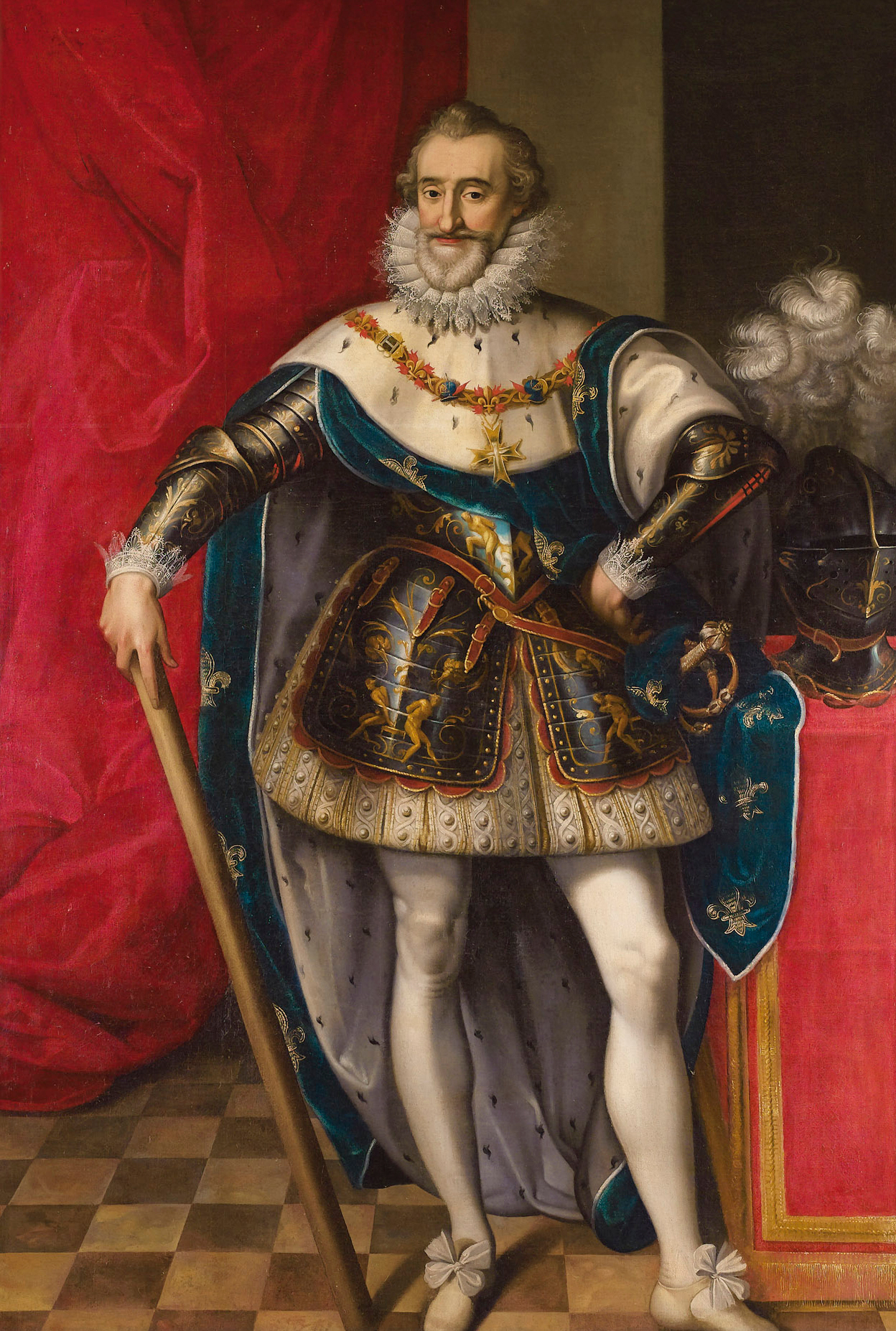
낭트 칙령을 선포한 앙리 4세

위그노를 상대로 5번째 전쟁이 1574년 2월 23일에 시작되었다.  분쟁은 나바라의 앙리가 가톨릭으로 개종하여 앙리 4세로서 프랑스의 국왕이 되어 낭트 칙령을 선포한 1598년까지 정기적으로 지속되었다. 칙령은 왕위 아래 가톨릭 교도들과 개신교도들의 동등권, 그리고 자신들의 범위들 안에서 종교적과 정치적 자유의 신분을 승인하였다.  칙령은 동시에 가톨릭이 통치하는 지방들에서 새로운 개신교회들의 창립을 낙담시키면서 가톨릭의 이익들을 보호하였다.
낭트 칙령의 선언과 함께 다음의 위그노의 권리들의 보호는 식민지의 건설에 더욱 나가서의 시도로서 프랑스를 감소된 것으로 놔두는 데 압력을 놓았다.  하지만 루이 14세 아래 최고 장관 쥘 마자랭 추기경은 개신교도들의 박해를 다시 시작하여 많은이들이 달아난 생활을 가장 참을 수 없게 만든 무력 박해를 가하는 데 군인들을 이용하였다.

## 퐁텐블로 칙령
루이 14세는 1685년 낭트 칙령을 폐지하고, 퐁텐블로 칙령과 함께 개신교가 불법이라고 선언하였다.  이 후에 다수의 위그노들이 둘러싸인 개신교 국가들 - 잉글랜드, 네덜란드, 스위스와 덴마크, 그리고 칼뱅파의 브란덴부르크의 프리드리히 빌헬름 선제후가 자신의 전쟁으로 파괴되고 인구가 감소된 국가를 재건하는 도움을 주는 데 자신들을 환영한 프로이센으로 달아났다.  프랑스의 위그노 인구는 1660년대에 8십 5만 6천명으로 떨어져 대다수가 시골 지역에 살았다.  생존한 위그노들의 거대한 인구들은 푸아투 같은 지방들에 거주하였다.

## 위그노들의 프랑스 출국

### 초기 이주
박해로부터 자유를 추구하는 데 프랑스를 처음으로 떠난 위그노들은 1562년 장 리보의 지도 아래 매우 일찍이 떠났다.  단체는 오늘날 플로리다주 잭슨빌에 속하는 세인트존스 강의 둑에 1564년 포트캐롤라인의 작은 식민지를 설립하고 말았다.
식민지는 오늘날 미국에서 아무 영구적 유럽인의 정착에 첫 시도였으나 단체는 짧은 시간 만을 생존하였다.  1565년 9월 세인트오거스틴에 있는 새로운 스페인의 식민지 공격이 역발하였고, 스페인은 포트캐롤라인 수비대를 전멸하였다.

### 남아프리카에 정착
1687년 12월 31일 위그노들의 단체가 프랑스에서 남아프리카 케이프 오브 굿호프에 있는 네덜란드 동인도 회사로 항해하였다.  프랑수아 비용의 도착과 함께 어떤 개인적 위그노들은 1671년만큼 일찍이 케이프 오브 굿호프에 정착하였고, 그곳으로 위그노들의 결성되고 큰 규모의 이주는 1688년과 1689년 동안 일어났다.  이것의 주목할 만한 예는 프로방스에 있는 라모트데그에서 온 위그노들의 이주이다.
이 많은 정착자들은 오늘날 남아프리카공화국 웨스턴케이프주에 있는 프란슈후크(네덜란드어로 프랑스인의 모퉁이를 의미함)라고 불리는 지역을 자신들의 집으로서 선택하였다.  남아프리카에서 위그노들의 도착을 기념하는 큰 기념비는 1948년 4월 7일 프란슈후크에서 개시되었다.
웨스턴케이프주에 있는 많은 농장들은 아직도 프랑스식 이름을 지니었고, 성들이 자신들의 프랑스 위그노 혈통으로 증거를 지니어 오늘날 대부분 아프리칸스어를 쓰는 많은 가족들이 있다.  예를 들어 이 성들은 Blignaut, de Klerk (Le Clercq), de Villiers, Visagie (Visage), du Plessis, du Toit, Fourie, Giliomee (Guilliaume), Hugo, Joubert, Labuschagne (la Buscagne), le Roux, Malan, Malherbe, Marais, Theron, Jordaan (Jurdan)과 Vilijoen (Villon) 등을 포함하는 데 전부 오늘날 남아프리카공화국에서 공통적 성들이다.  남아프리카에서 포도주 산업은 많은이들이 프랑스에서 포도원들을 가진 위그노들에게 의미있는 빚을 지었다.

### 북아메리카에 정착

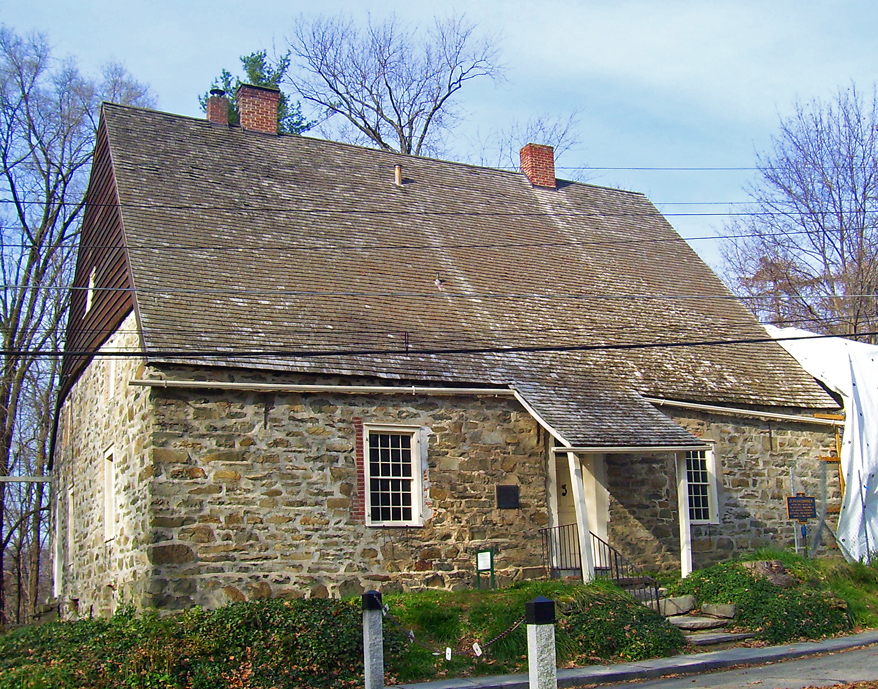
뉴욕주 뉴팔츠에 있는 장 아스브룩 하우스

뉴프랑스에 정착으로부터 쫓겨난 많은 위그노들은 후에 오늘날 뉴욕주와 뉴저지주를 합병하여 북아메리카에서 영국의 13개의 식민지들로 들어간 뉴네덜란드의 네덜란드 식민지로 대신 이동하였다.
위그노 이민자들은 뉴욕주 뉴팔츠를 창립하였다.  다른 위그노 정착지는 1692년 대니얼 페린에 의하여 창립된 스태튼아일랜드의 남부 기슭에 설립되었다.  오늘날 위그노의 이웃은 페린과 그 초기 정착자들의 이름을 땄다.

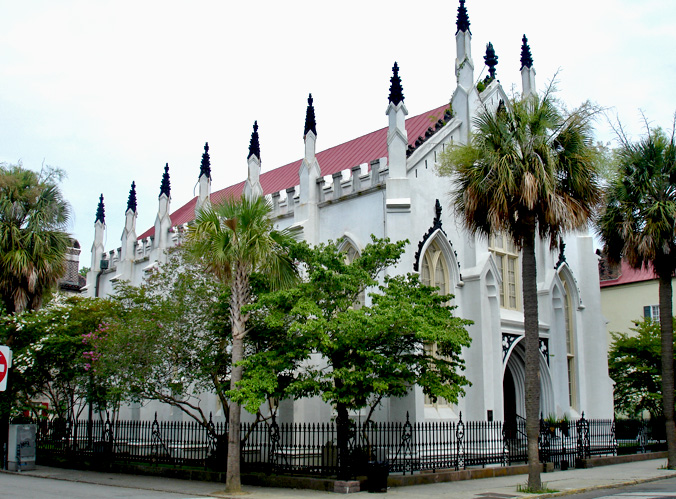
사우스캐롤라이나주 찰스턴에 있는 프랑스 위그노 교회

어떤 정착자들은 버지니아 식민지를 선택하고, 자신들의 자손들이 지속적으로 거주한 다운타운 리치먼드에서 서쪽으로 대략 20 마일이나 되는 포화탄 군에 현재 위치하면서 포기된 모나칸족의 마을 매나킨타운과 오늘날의 체스터필드 군에 공동체들을 형성하였다.  1705년 5월 2일 버지니아 총회는 매타킨타운에서 148명의 위그노 거주민들을 귀화시키는 법령을 통과시켰다.
많은 위그노들은 또한 오늘날 사우스캐롤라이나주 찰스턴의 대지 주위의 지역에 정착하기도 하였다.  1685년 프랑스 퐁에서 온 엘리 프리올로는 당시 찰스타운이라고 불리던 곳에 정착하였다.  그는 그 도시에서 북아메리카 최초의 위그노 교회의 목사가 되었다.
북아메리카에서 대부분의 위그노 집회들은 미국 장로교회, 미국 그리스도 연합 교회와 개혁침례교 같은 다른 개신교 교파들과 합병 또는 제휴하였다.
아메리카에서 위그노들은 가끔 자신들의 가까운 프랑스 위그노 공동체들의 외부에서 결혼하여 재빠른 융합으로 이끌었다.  그들은 특히 식민지 시기 후반과 연방 시기 초기에 상인들과 장인들 같은 미국의 경제적 생활에 막대한 공헌을 이루었다.  하나의 뛰어난 공헌은 앙투안 라부아지에의 전 학생 E. I. 뒤퐁트에 의한 브랜디와인 화약 공장의 설립이었다.

### 네덜란드에 있는 보호소
프랑스 위그노들은 네덜란드 반란의 첫 세월 동안 이미 스페인에 대항하는 네덜란드인들 사이에 싸웠다.  네덜란드 공화국은 빠르게 위그노들을 위한 선택의 망명 피난처가 되었다.  초기의 인연들은 이미 빌럼 1세 판 오라녜의 사죄에서 눈에 띄어 스페인의 종교 재판을 비난하여 자신의 궁정의 목사 피에르 로루아슬뢰르에 의하여 써졌다.
살해된 가스파르 2세 콜리니의 누이 루이즈 드 콜리니는 칼뱅파 네덜란드 반란의 지도자 빌럼 1세 판 오라녜와 결혼하였다.  둘다 매일 프랑스어를 쓰면서 델프트에 있는 그들의 프린센호프 궁정 교회는 아직도 오늘날까지 지속된 예배식인 프랑스어를 쓰는 칼뱅파 예배를 마련하고 있었다.  프린센호프는 오늘날 남아있는 네덜란드 개혁교회의 활동적인 왈롱어 교회들 중의 하나이다.
위그노들과 네덜란드 공화국의 군사적과 정치적 지도력 오라녜나사우가 사이에 이 매우 초기의 인연들은 남아프리카에서 케이프 오브 굿호프 주위에 네덜란드 공화국의 식민지들과 아메리카에서 뉴네덜란드에서 많은 위그노들의 초기 정착자들을 설명한다.
후에 잉글랜드의 국왕이 된 빌럼 3세 총독은 1672년 루이 14세의 네덜란드 공격이 일어난 후 루이의 최강의 반대자로서 나타났다.  그는 주요 반대 연정으로서 아우구스부르크 연맹을 형성하였다.  그 결과로서 많은 위그노들은 칼뱅주의 네덜란드 공화국을 부유하고, 낭트 칙령의 폐지 후에 망명을 위한 가장 흥미를 돋우는 국가로서 보았다.  그들은 또한 거기에 더욱 많은 프랑스어를 쓰는 칼뱅파 교회들을 설립하기도 하였다.
네덜란드 공화국은 낭트 칙령의 폐지 후에 측량된 75,000명에서 10,000명과 함께 위그노 난민들의 가장 큰 단체를 받았다.  그들 중에 200명은 목사들이었다.  이 일은 큰 유입이었고, 네덜란드 공화국의 전체 인구는 당시 대략 2백만명으로 이르렀다.  1700년 경에 암스테르담 인구의 25 퍼센트 가까이는 위그노들이었다고 측량되었다.  암스테르담과 서프리즐란트의 지역은 1705년 위그노들에게 전임적인 시민권을 마련하는 데 첫 지역들이었고, 1715년 전체 네덜란드 공화국에 의하여 이어졌다.  위그노들은 착수로부터 네덜란드인들과 결혼하였다.
네덜란드의 가장 현저한 위그노 난민들 중의 하나는 피에르 바일로 자신의 다권의 걸작 〈역사적과 비판적 사전〉을 펴내는 동안 로테르담에서 교사일을 시작하였다.  이 작문들은 미국 의회도서관의 첫 수집을 형성한 100권의 기초적인 교과서들 중의 하나가 되었다.
네덜란드에서 대부분의 위그노 후손들은 전형적인 네덜란드인의 성과 함께 프랑스인의 성들에 의하여 알아볼 수 있다.  네덜란드 반란의 지도력과 반란에서 참가 마저와 함께 그들의 초기 인연들의 이유로 네덜란드의 참가의 일부들은 위그노 후손들이다.  1815년 후에 네덜란드가 오라녜나사우가 아래 왕정이 될 때 어떤 위그노 가족들은 귀족적인 속성과 마련되어 왔다.

### 영국과 아일랜드에 있는 보호소

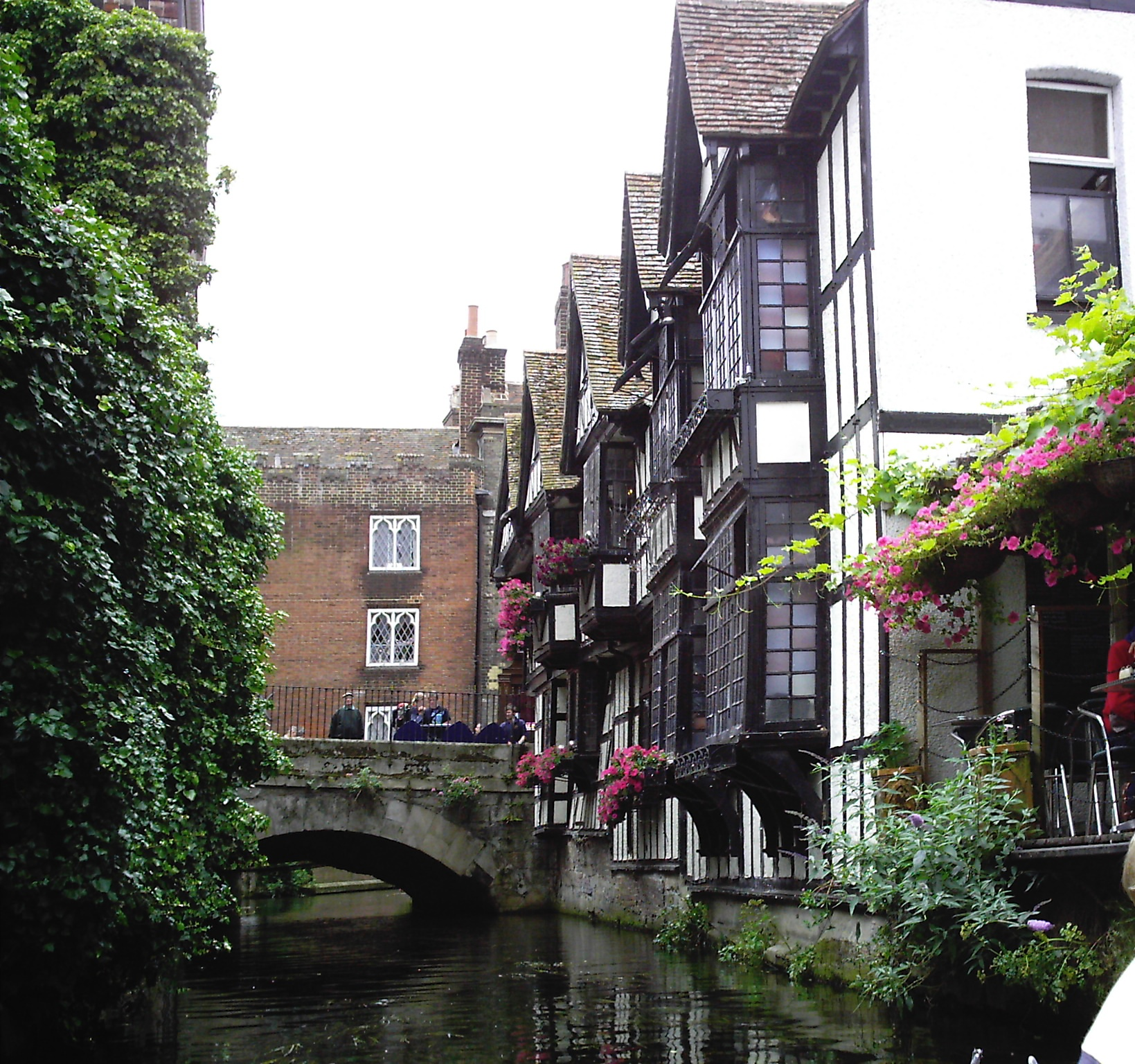
캔터베리에 있는 위그노 직조공들의 거주 지역

대략 10,000명이 아일랜드로 이주하면서 측량된 50,000명의 개신교 왈롱인과 위그노들이 잉글랜드로 달아났다.  지도적인 위그노 이론자이자 런던에서 망명자들의 공동체를 지도한 앤드루 로티는 교황청의 명확한 위그노 비판과 변질로 알려지게 되었다.
켄트 해안에 상륙한 이 난민들 중에 당시 켄트주의 중심지이자 많은 왈롱인과 위그노 가족들이 보호소를 승인받은 캔터베리를 향하였다.  에드워드 6세는 그들에게 예배를 위하여 캔터베리 대성당의 서쪽 토굴을 허락하였다.  1825년 이 특권은 남쪽 측랑으로, 그리고 1895년 매주 일요일 오후 3시에 아직도 프랑스에서 예배식이 열리는 흑왕자의 전 소예배당으로 축소되었다.  캔터베리에서 왈롱인과 위그노들의 다른 증거는 강의 옆으로 목골로 된 직조공들의 주택과 그들의 미망인들이 맨윗층에서 생존한 터나게인 레인에 위치한 주택의 블록을 포함한다.  피난민 공동체의 많은이들은 직조공들이었으나 자연적으로 지역 고유의 인구로부터 공동체의 우수성을 지탱하는 데 어떤이들은 필요적으로 다른 직업들을 실행하여 이 갈라짐은 도시에서 그들의 시초적 수납의 상태로 지내왔다.  그들은 켄트주의 다른 곳에도 정착하였는 데 주로 난민들의 교회들이 되는 데 이용된 타운들 - 샌드위치, 페이버셤과 매드스톤에 정착하였다.
위그노 난민들은 큰 수에 런던의 쇼어디치에 모여들었다.  그들은 스피털필즈와 그 주위, 그리고 원즈워스에 주요 직조공 산업을 설립하였다.  당시 블랙 이글 양조로 알려졌던 올드 트루먼 양조가 1724년에 나왔다.  프랑스 투르에서 온 위그노 난민들은 그들이 지은 거대한 비단 제재소를 사실상 없애버렸다.
아일랜드에 식민 건설이 있는 동안 많은 위그노들이 아일랜드에 정착하였다.  위그노 연대들은 아일랜드에서 벌어진 윌리엄 왕 전쟁에서 윌리엄 3세를 위하여 싸운 덕분에 그들이 대지의 승인들과 칭호와 함께 수여가 되었으며, 많은이들은 더블린에 정착하였다.  그들 중에 어떤이들은 자신들의 실력들을 얼스터로 가져가 아일랜드의 리넨 산업의 창립에서 보조하였다.

### 독일과 스칸디나비아

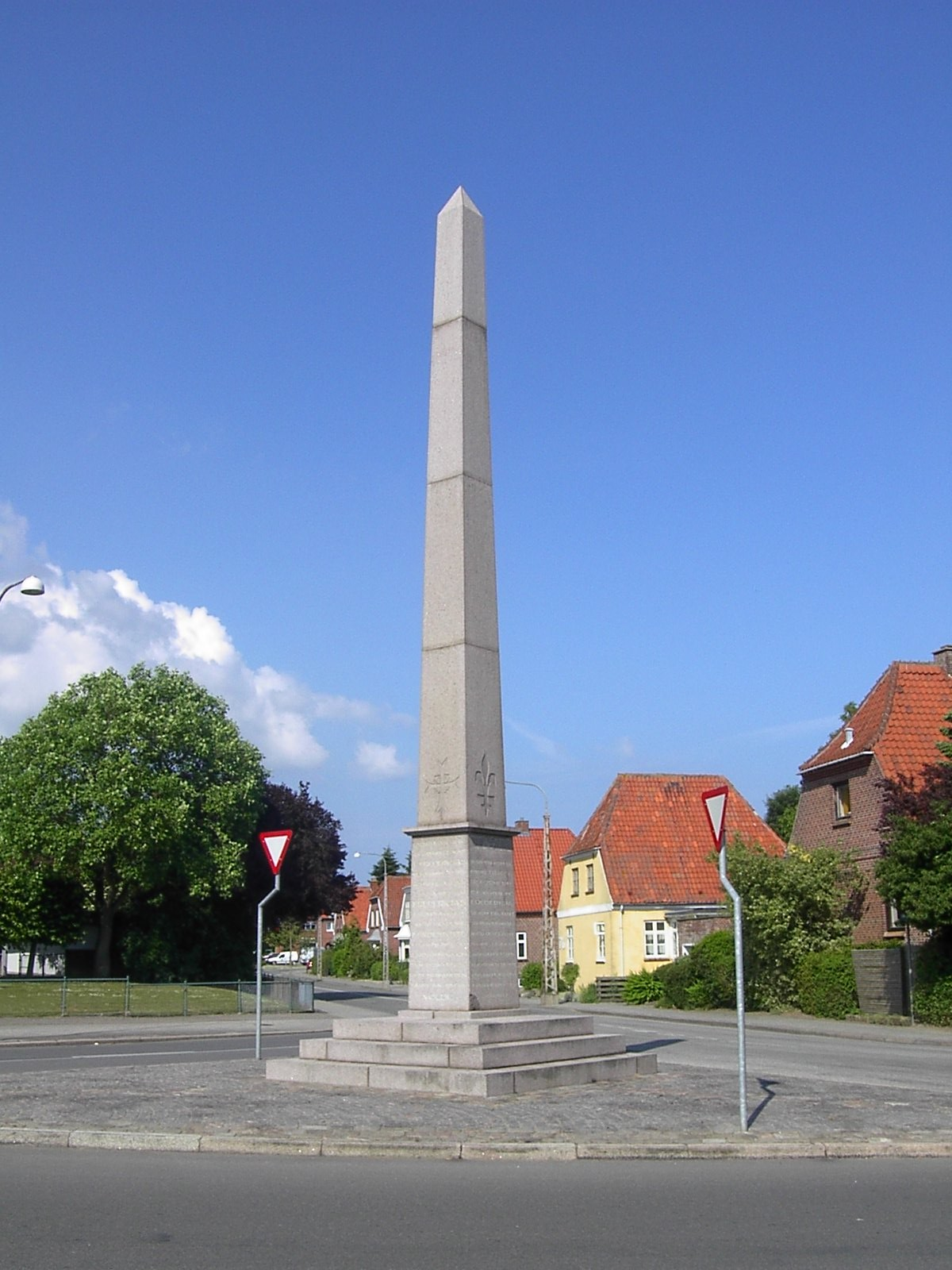
덴마크 프레데리시아에 소재한 위그노 난민들에 의하여 세워진 방첨탑

위그노 난민들은 독일과 스칸디나비아에 있는 루터교와 개혁교회의 국가들에서 안전한 피난처를 찾았다.  거의 4만 4천 명에 가까운 위그노들이 독일, 특히 그들의 많은 후손들이 탁월의 직위들로 올라간 프로이센에 자신들을 설립하였다.  프레데리시아, 베를린, 함부르크, 스톡홀름과 엠덴 같은 몇몇의 조합교회들이 창립되었다.  1700년 경에 베를린의 인구의 중요한 균형은 프랑스어를 모국으로 쓰고, 베를린의 위그노들은 한 세기 가까이 자신들의 종교적 예배에서 프랑스어를 보존하였다.  그들은 최후적으로 1806년 혹은 1807년 경에 나폴레옹 보나파르트에 의한 프로이센 점령에 항의에서 독일어로 바꾸기로 결정하였다.

## 영향들

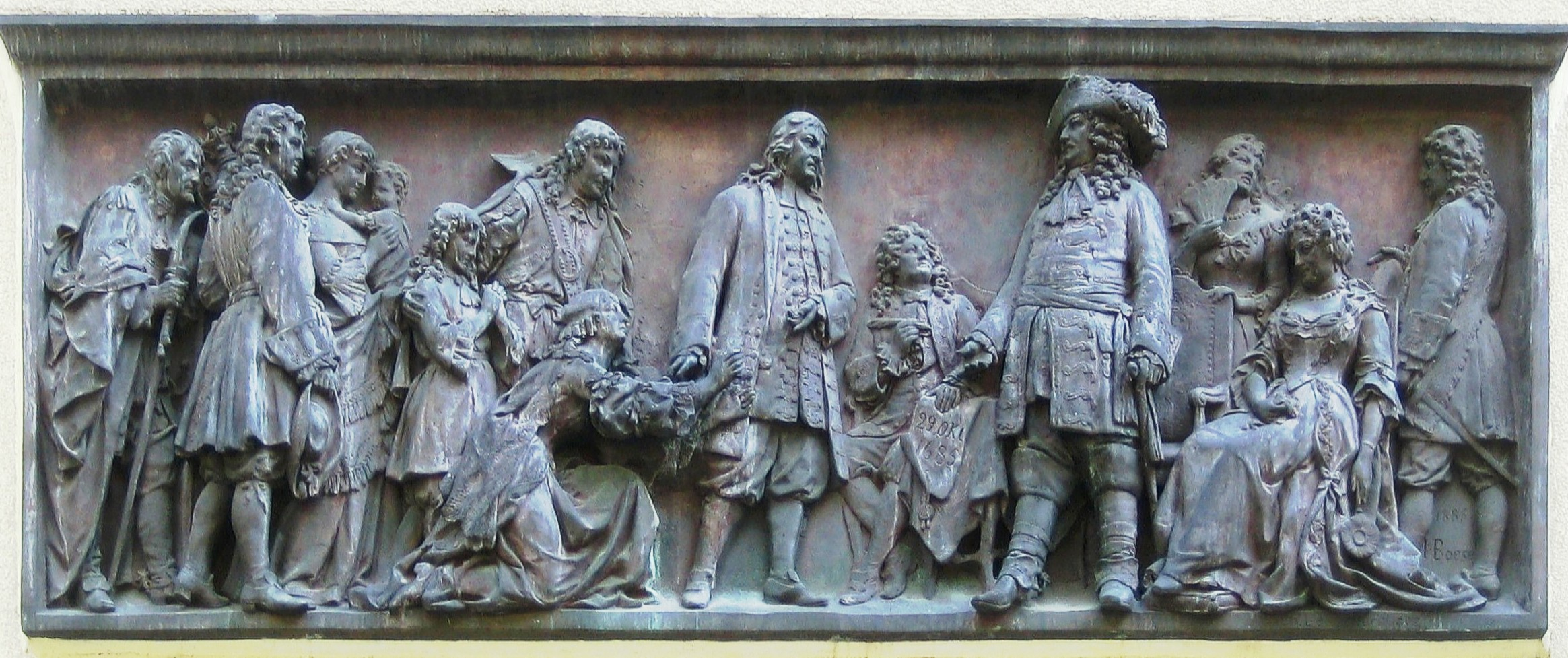
브란덴부르크-프로이센의 선제후가 도착한 위그노들을 환영하는 모습을 세긴 부조 (1885년 요하네스 뵈제 작)

프랑스로부터 위그노들의 출국은 세월들 동안에 왕국이 완전히 회복하지 않은 일종의 "두뇌 유출"을 창조하였다.  뉴프랑스에 개신교도들이 정착하는 것을 허락한 것에 프랑스 왕후의 거절은 1763년 최후적으로 영국에 의한 정복으로 이끈 식민지의 느린 인구 증대의 뒤로 요인이었다.  프렌치 인디언 전쟁이 일어난 시간으로 봐서 뉴프랑스에 있던 수보다 영국의 아메리카 식민지에 프랑스계의 주민들이 더 많이 살아온 것으로 나와있다.
브란덴부르크의 선제후 프리드리히 빌헬름은 자신의 왕국에 정착하는 데 위그노들을 초청하였고, 그들의 후손들 중에 다수는 프로이센에서 탁월의 지위들로 올라갔다.  동독의 마지막 수상 로타어 드 메지에르는 위그노 가족의 자손이다.
위그노들의 박해와 도주는 해외, 특히 잉글랜드에서 루이 14세의 평판을 거대하게 손해를 입혔는 데 1685년에 대비하여 평화로운 관계들을 즐기던 이 2개의 왕국은 쓰라린 원수들이 되었으며 1789년 전방으로부터 전쟁의 일련에서 서로 싸웠다.
1724년 후에 개신교도들의 박해는 프랑스에서 지속되었으나 1764년에 끝나고, 프랑스 대혁명은 결국 그들을 완전히 자라난 시민들로 만들었다.
제2차 세계 대전에서 독일의 프랑스 점령이 있는 동안 자신들이 박해되지 않은 개신교도들의 의미 있는 활동은 유대인들을 숨기고 구하는 것이었다.  현재에 이르기까지 자신들의 역사의 이유로 많은 프랑스의 개신교도들은 다양한 상황과 논쟁들에서 "희생자"를 위한 특별한 동정과 그들을 후원하는 경향을 느끼는 편이다.

## 같이 보기
- 프랑스개혁교회